# Fritz Strohmeyer
Fritz Georg Walther  Strohmeyer  (* 15. April 1869 in Neisse; † 26. September 1957 in Berlin) war ein deutscher Romanist, Grammatiker und Fremdsprachendidaktiker.

## Leben
Fritz Strohmeyer wurde 1892 in Berlin bei Adolf Tobler mit der Arbeit  Über verschiedene Functionen des altfranzösischen Relativsatzes promoviert. Seine Grammatiken und Lehrbücher des Neufranzösischen waren über Jahrzehnte führend und blieben es durch die Bearbeitung von Hans-Wilhelm Klein auch nach seinem Tod (von 1958 bis 1978/1983 unter dem Namen „Klein-Strohmeyer“).

## Schriften (Auswahl)
- Das Schachspiel im Altfranzösischen. 1895
- Der Artikel beim Prädikatsnamen im Neufranzösischen. Freiburg 1907
- Der Stil der französischen Sprache. Berlin 1910, 1924
- Französische Schulgrammatik. Leipzig 1916
- Französische Grammatik auf sprachhistorisch-psychologischer Grundlage. Leipzig 1921, 1929, 1949 (298 Seiten)
- Französische Sprachlehre. Leipzig 1924; (mit Hans-Wilhelm Klein), Stuttgart 1958
- Grundzüge der französischen Grammatik. Leipzig 1925
- Neue französische Sprachlehre. München/Leipzig/Berlin 1933, Stuttgart 1949